# Alina Kukúshkina
Alina Ilínichna Kukúshkina (en ruso: Али́на Ильи́нична Куку́шкина; Moscú, 26 de septiembre de 2001) es una actriz de doblaje y voz rusa, reconocida por interpretar al personaje principal Masha de la serie animada Masha y el oso.

## Biografía
En 2008, los directores invitaron a los hijos de sus conocidos y empleados del estudio de cine a realizar la actuación de voz para el proyecto «Masha y el oso». Alina fue traída al casting por su madre Irina Kukúshkina. Antes de Kukúshkina, solo las niñas mayores y los actores adultos fueron invitados al casting para el papel de Masha. La niña resultó ser no solo similar al personaje principal, sino que al director Oleg Kuzovkov también le gustó su voz: no era necesario cambiar nada, y se adaptaba al personaje en el personaje. Fue elegida para expresar los primeros episodios y terminó prestando su voz durante dos temporadas.
La grabación de nuevos episodios se realizaba una o dos veces al mes, duraba de 3 a 4 horas y no afectaba a sus estudios. Dado que Kukúshkina no podía reírse cuando se le pedía, esto resultó ser un gran problema al doblar los primeros episodios. Esto se solucionó con el hecho de que su madre le hacía cosquillas y se registró la risa de la niña. Con el crecimiento de la experiencia musical, la grabación de una serie cabe en media hora.
Durante unos treinta episodios, Kukúshkina expresó su voz, pero en la segunda parte de la serie, debido a su crecimiento, los ingenieros de sonido falsificaron su voz. Las canciones escritas para la caricatura por Vadim Zhuk y Denis Chervyatsov son interpretadas por Kukúshkina. En 2015, comenzó a dar voz a otro personaje de dibujos animados, Dasha, la hermana del personaje principal, y a ayudar a otra actriz a dar voz a Masha. Prestó su voz a Masha hasta el episodio 52, que se estrenó en 2015, pero luego permaneció en el proyecto como directora de voz.
Gastó su primera cuota en comprar un perro.
La audiencia de Indonesia se enamoró de la voz de Kukúshkina después de que la serie fuera mostrada en uno de los canales de televisión privados. Debido a la creciente popularidad de la caricatura, ya que se mostró en más de 40 países del mundo y se tradujo a idiomas extranjeros, Kukúshkina es invitada al extranjero, donde canta, actúa y da entrevistas. Visitó Alemania, Georgia, Azerbaiyán, Bielorrusia.
En una entrevista, el director de Animaccord Studio, Dmitry Loveyko, dijo: «...mucha suerte de haber encontrado a Alina Kukúshkina, una chica maravillosa que hace la voz de Masha. Elena Chernova, también una conocida directora de animación rusa, nos ayuda mucho a trabajar con ella…»
En 2010, Kukúshkina prestó su voz a Agnes en el doblaje ruso de la película Despicable Me a pedido de los productores de la compañía cinematográfica Universal Pictures. A su vez, Masha en la versión en inglés de «Masha and the Bear» fue doblada por Elsie Fisher, la voz de Agnes en la película «Despicable Me». En 2011, presentó el concierto de MDF «Slavianski Bazaar» y presentó la caricatura «Masha y el oso» en la proyección de la película. Ella fue la locutora del evento «Dictado Total» en la sucursal de Krasnogorsk de la RANEPA. Se graduó de la escuela secundaria en 2019.

## Filmografía
- 2009 - Супруги - Anastasiya
- 2014 - Сильнее судьбы
- 2014 - 9 дней и утро
- 2015 - 23:55. хорошее начало - La hija menor

### Doblaje de dibujos animados
- 2008-2021 - Masha y el oso  - Masha (1-52 episodios) / Masha the Eskimo / Dasha / Cave Masha / Mashuko / Mermaid / Witch
- 2011-2013 - Los cuentos de Masha  - Masha
- 2014-2017 - Las historias espeluznantes de Masha  - Masha
- 2015 - Мульт в кино. Выпуск # 1 - Masha
- 2015 - Мульт в кино. Выпуск # 2 - Masha
- 2019 - Las canciones de Masha - Dasha / Mashuko

### Doblaje
- 2010  - Despicable Me - Agnes
- 2011  - Zarafa - Deka
- 2011  - Dream House - Dee Dee Atenton
- 2011  - The Change-Up - Cara Lockwood
- 2016  - Norm of the North  - Olympia Brightly[20][21]